# Mathew Barzal
Mathew Barzal, född 26 maj 1997, är en kanadensisk professionell ishockeyforward som spelar för New York Islanders i NHL.
Han har tidigare spelat för Seattle Thunderbirds i WHL.

## Spelarkarriär

### New York Islanders
Barzal draftades i första rundan i 2015 års draft av New York Islanders som 16:e spelare totalt.

## Utmärkelser

### Calder Trophy
Barzal vann Calder Trophy som NHL:s bästa rookie säsongen 2017–18.

## Statistik
| 2011–2012  | Burnaby Winter Club         | PCBHL      | 51  | 55 | 98  | 153 | —   | —  | —  | —  | —  | —  |
| 2012–2013  | Vancouver North East Chiefs | BC MML     | 34  | 29 | 74  | 103 | 34  | 3  | 3  | 3  | 6  | 8  |
|            | Coquitlam Express           | BCHL       | 6   | 0  | 2   | 2   | 6   | —  | —  | —  | —  | —  |
| 2013–2014  | Seattle Thunderbirds        | WHL        | 59  | 14 | 40  | 54  | 20  | 9  | 1  | 5  | 6  | 4  |
| 2014–2015  | Seattle Thunderbirds        | WHL        | 44  | 12 | 45  | 57  | 20  | 6  | 4  | 4  | 8  | 4  |
| 2015–2016  | Seattle Thunderbirds        | WHL        | 58  | 27 | 61  | 88  | 58  | 18 | 5  | 21 | 26 | 16 |
| 2016–2017  | New York Islanders          | NHL        | 2   | 0  | 0   | 0   | 6   | —  | —  | —  | —  | —  |
|            | Seattle Thunderbirds        | WHL        | 41  | 10 | 69  | 79  | 20  | 16 | 7  | 18 | 25 | 16 |
| 2017–2018  | New York Islanders          | NHL        | 82  | 22 | 63  | 85  | 30  | —  | —  | —  | —  | —  |
| 2018–2019  | New York Islanders          | NHL        | 82  | 18 | 44  | 62  | 46  | 8  | 2  | 5  | 7  | 8  |
| 2019–2020  | New York Islanders          | NHL        | 68  | 19 | 41  | 60  | 44  | 22 | 5  | 12 | 17 | 10 |
| 2020–2021  | New York Islanders          | NHL        | 55  | 17 | 28  | 45  | 48  | 19 | 6  | 8  | 14 | 19 |
| 2021–2022  | New York Islanders          | NHL        | 72  | 15 | 43  | 58  | 18  | —  | —  | —  | —  | —  |
| NHL totalt | NHL totalt                  | NHL totalt | 316 | 91 | 219 | 310 | 192 | 49 | 13 | 25 | 38 | 37 |
| WHL totalt | WHL totalt                  | WHL totalt | 202 | 63 | 215 | 278 | 118 | 49 | 17 | 48 | 65 | 40 |

### Internationellt
| Källa: Uppdaterad: 2019-05-05 | Källa: Uppdaterad: 2019-05-05 | Källa: Uppdaterad: 2019-05-05 |         | Utv = Utvisningsminuter | Utv = Utvisningsminuter | Utv = Utvisningsminuter | Utv = Utvisningsminuter | Utv = Utvisningsminuter |
| År                            | Lag                           | Mästerskap                    | Matcher | Mål                     | Assists                 | Poäng                   | Utv                     |                         |
| ----------------------------- | ----------------------------- | ----------------------------- | ------- | ----------------------- | ----------------------- | ----------------------- | ----------------------- | ----------------------- |
| 2014                          | Kanada                        | Ivan Hlinka                   | 5       | 2                       | 5                       | 7                       | 0                       |                         |
| 2014                          | Kanada                        | U18-VM                        | 7       | 3                       | 1                       | 4                       | 6                       |                         |
| 2015                          | Kanada                        | U18-VM                        | 7       | 3                       | 9                       | 12                      | 0                       |                         |
| 2016                          | Kanada                        | JVM                           | 5       | 2                       | 1                       | 3                       | 0                       |                         |
| 2017                          | Kanada                        | JVM                           | 7       | 3                       | 5                       | 8                       | 4                       |                         |
| 2018                          | Kanada                        | VM                            | 10      | 0                       | 7                       | 7                       | 4                       |                         |
| Junior totalt                 | Junior totalt                 | Junior totalt                 | 31      | 13                      | 21                      | 33                      | 10                      |                         |
| Senior totalt                 | Senior totalt                 | Senior totalt                 | 10      | 0                       | 7                       | 7                       | 4                       |                         |